# Jaya Simhavarman IV
Jaya Simhavarman IV (1284-1312) ou Chế Chí, est le roi du Royaume de Champā de la XIe dynastie Cham. Il règne de 1307 jusqu'à sa déposition en 1312.

## Biographie
Jaya Simhavarman IV ou Chế Chí, est le fils aîné du roi fils de  Chế Mân et de sa première épouse la princesse Bhaskaradevi. Il naît en  1284  et règne sur le Champa de 1307 à 1312.:89,205:229
Parce que l'épouse  vietnamienne de Chế Mân a refusé de mourir en montant sur le bûché funéraire de son mari, le père de Che Chí, ce dernier entreprend la reconquête de deux districts cédés par le Champa à l'Annam en temps de paix à l'occasion du mariage de son père. Il est vaincu, et meurt prisonnier  à Gia-lam en Annam. Après sa capture, son frère, Che Da A Ba, ou Chế Năng, reçoit du  Dai Viet le gouvernement du  Champa.